# 化蛇

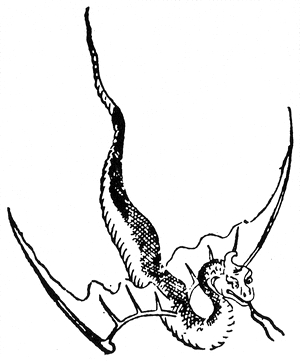
化蛇

化蛇，是中國古代傳說中的妖蛇。

## 形象
化蛇的形象在《山海經·中山經》中有載：「又西三百里，曰陽山，多石，無草木。陽水出焉，而北流注于伊水。其中多化蛇，其狀如人面而豺身，鳥翼而蛇行，其音如叱呼，見則其邑大水。」化蛇擁有一張人類的面孔，身軀如豺隻，長有一雙鳥類的翅膀，並以蛇的形態行動，叫聲則像人類呼喝之聲。而且，化蛇與另一種蛇怪擔生相似，當化蛇出現時，將會在附近城邑引起大水災。
在日本漫畫作品《三隻眼》中，也曾出現「化蛇」此一妖怪。